# Budišovice
Budišovice – gmina w Czechach, w kraju morawsko-śląskim, w powiecie Opawa. Według danych z dnia 1 stycznia 2012 roku liczyła 668 mieszkańców.

## Galeria

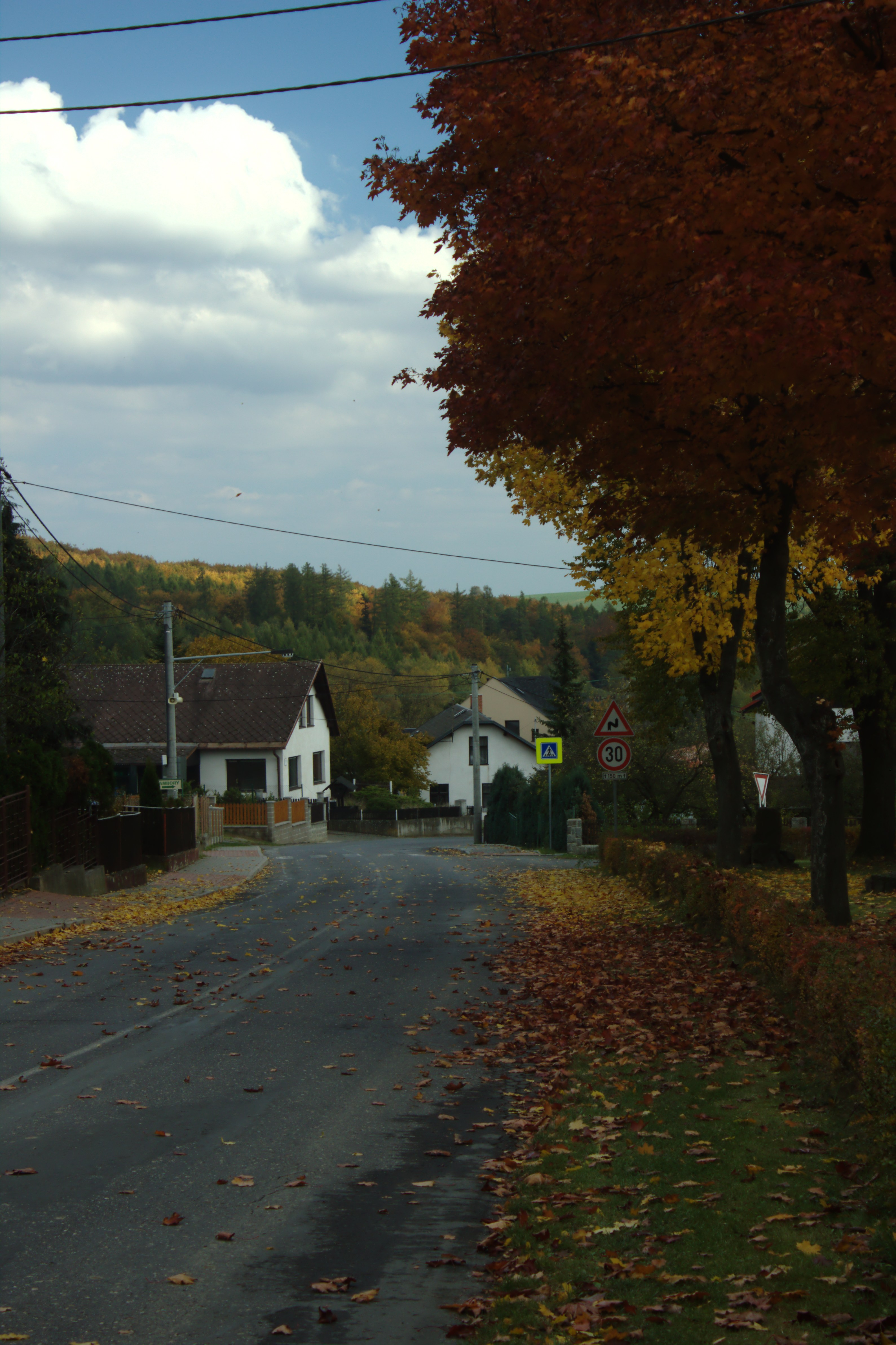
Droga
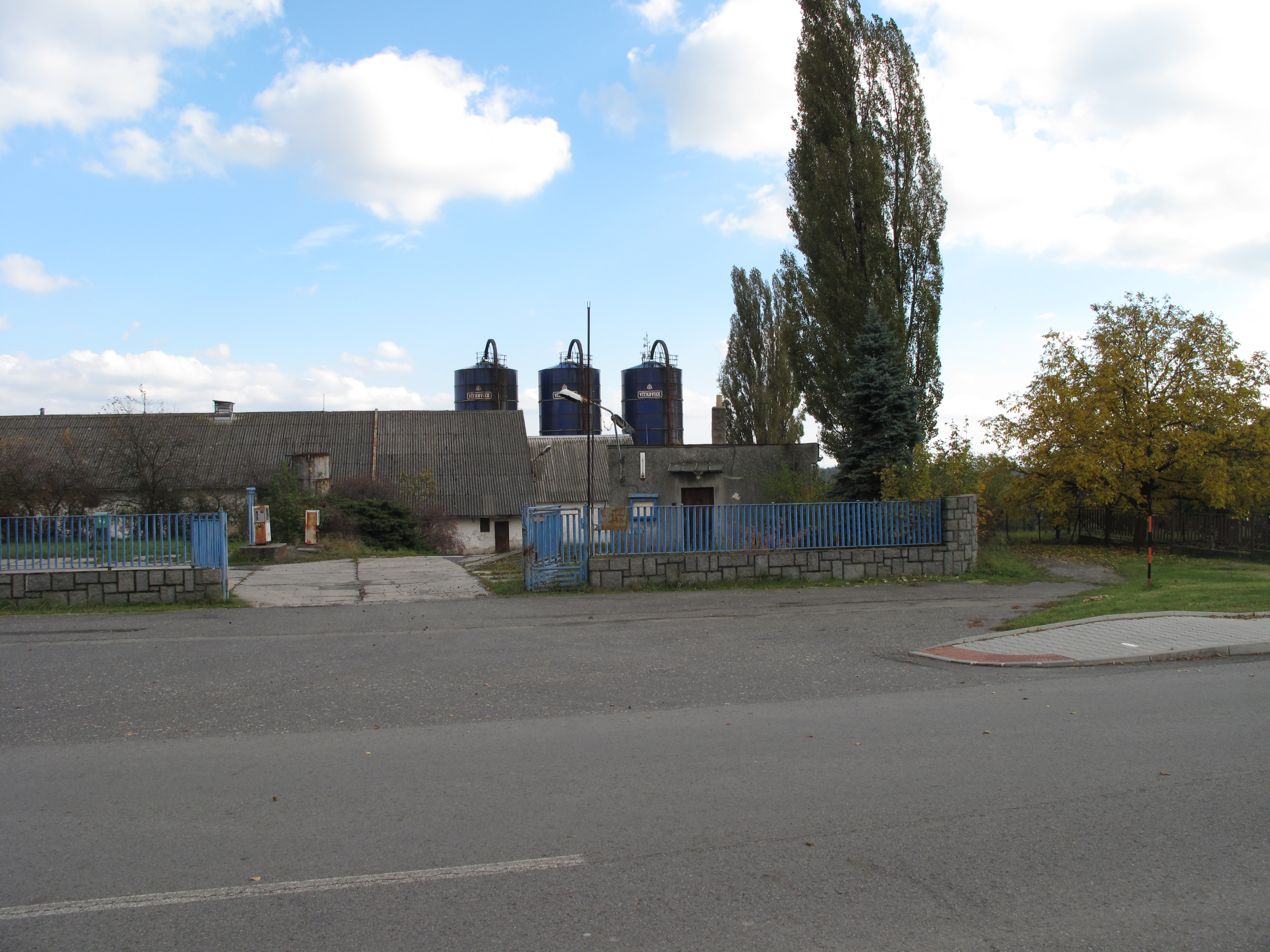
Gospodarstwo rolne
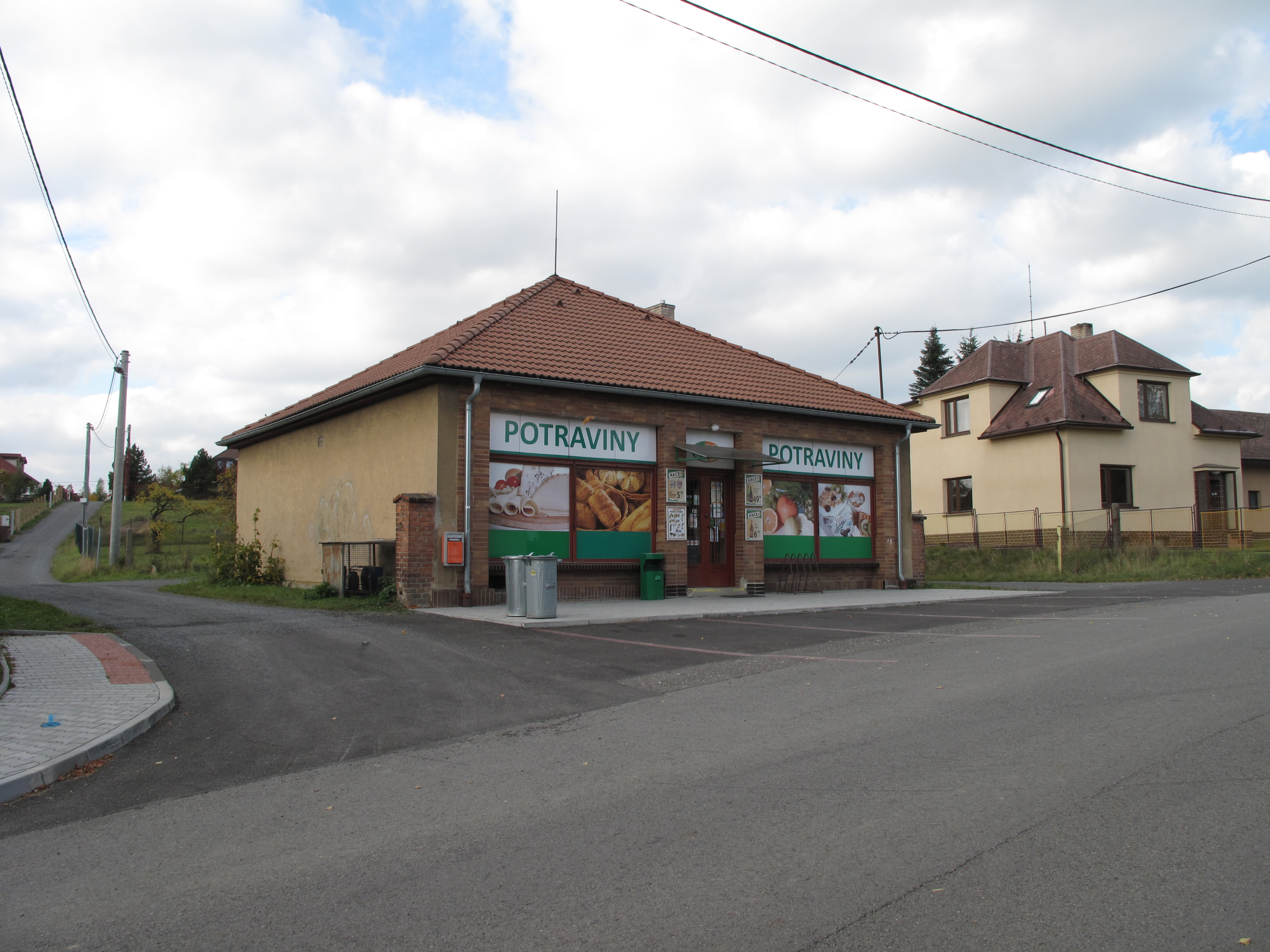
Sklep